# Lako Bodra

Lako Bodra

Lako Bodra en ho: jonom chanduh aangai-aten chanduh atowari, Paseya,  19 de septiembre de 1919-29 de junio de 1986) fue un chamán, pensador y escritor indio creador del sistema de escritura para el idioma ho. Escribió varios libros en esa lengua, muchos con carácter esotérico, y un diccionario trilingüe inglés-hindi-ho.
Estudió primaria en Bachom Hatu y secundaria en Purueya. Más tarde se graduó en homeopatía en la Universidad de Jalandhar..